# 凯迪·威尔
凯迪·威尔（英語：Codi Vore，1995年5月18日—），美國女色情演員和模特兒。
威爾於2016年出道，當時年僅21歲。她常在MyFreeCams.com等網站上擔任視訊模特兒，並出演了多部色情片。威爾本身擁有自然的K罩杯的巨乳，但她曾聲稱買的最後一件胸罩是32L。威爾時常在鏡頭前戀物題材的表演。
2024年初做了縮胸手術摧毀了天然身材，目前罩杯小了許多。是繼onlyfans素人Juicyjade後，摧毀自己天然身材的女性模特兒。

## 外部連結
- 凯迪·威尔的Instagram帳戶
- 凯迪·威尔的X（前Twitter）
- 凯迪·威尔在互联网电影资料库（IMDb）上的資料（英文）
- 凯迪·威尔在網際網路成人電影資料庫
- 成人電影資料庫上凯迪·威尔的资料（英文）
- Codi Vore（页面存档备份，存于） - Boobpedia - Encyclopedia of big boobs